# Балка Лебедина
Балка Лебедина — ландшафтний заказник місцевого значення. Об'єкт розташований на території Кропивницького району Кіровоградської області, поблизу с. Спасове.
Площа — 84,3 га, статус отриманий у 2008 році.